# Pastırma
Pastırma ist eine Fleischspezialität, die vor allem in den früher zum Osmanischen Reich gehörenden oder von ihm beeinflussten Ländern und in Transkaukasien verbreitet ist. Es handelt sich meist um stark gewürztes Rinder-Dörrfleisch, das als kalte Vorspeise dient. Früher war auch Kamelfleisch verbreitet.

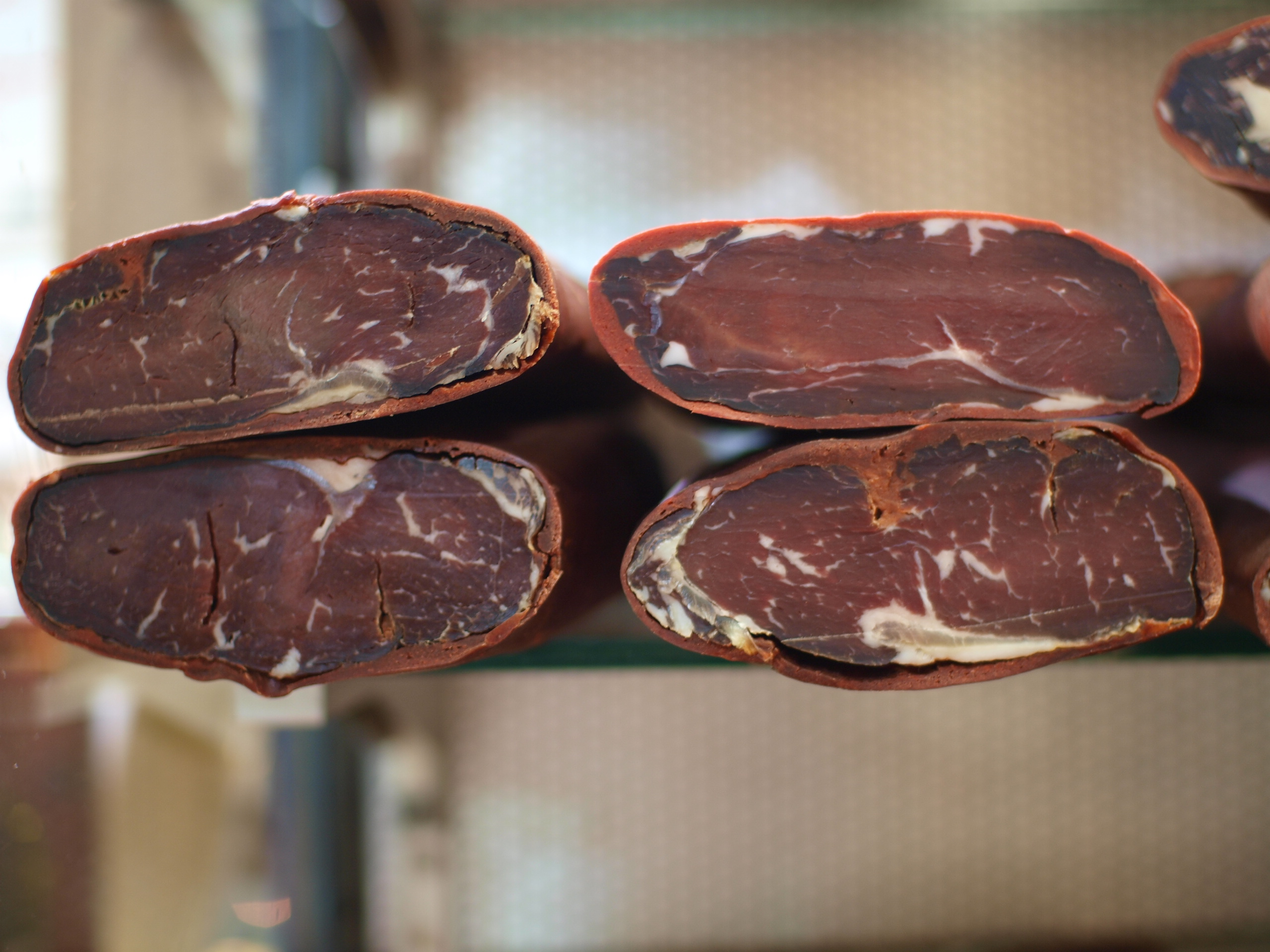
Türkischer Pastırma

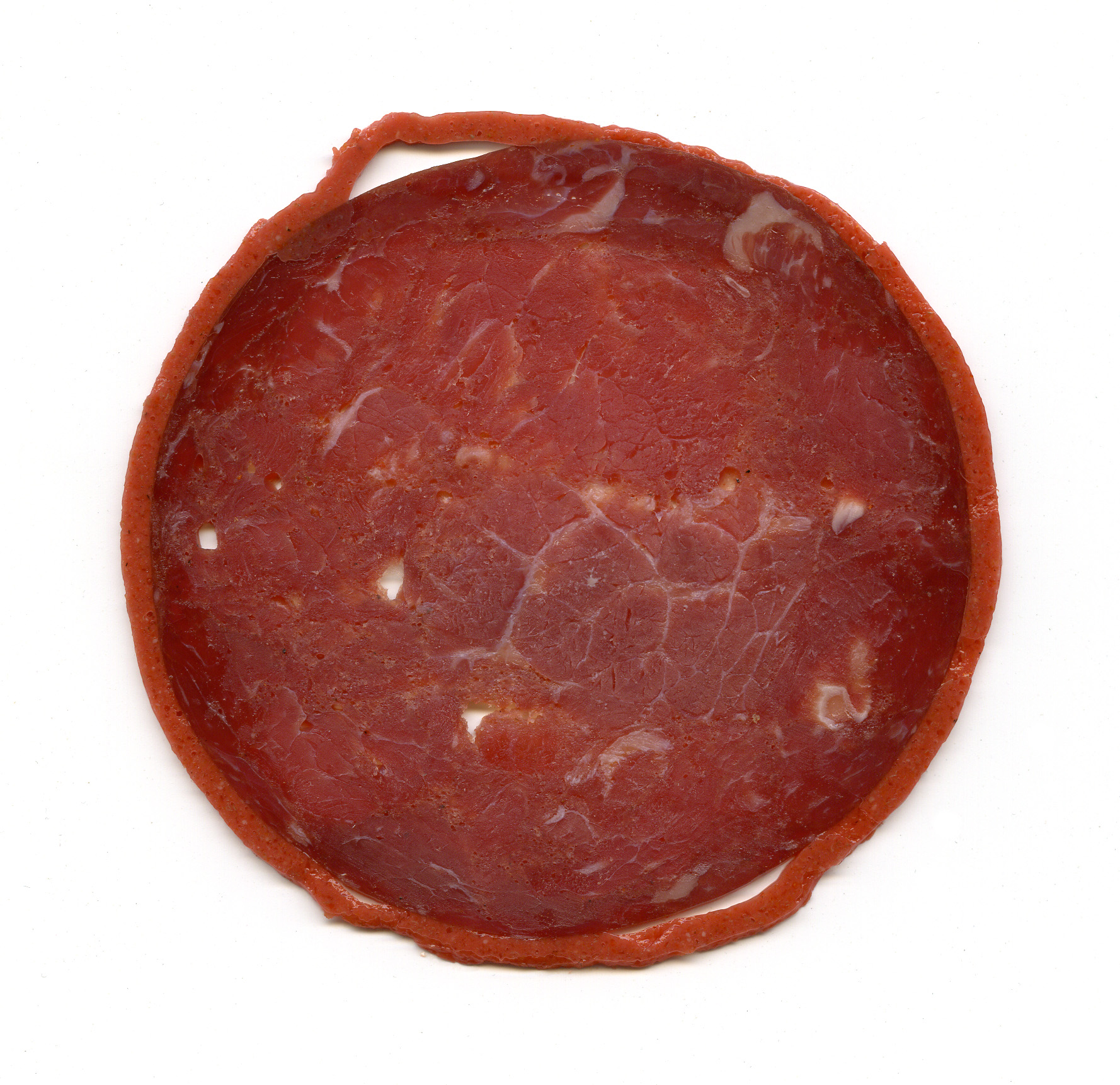
Industriell hergestellter Pastırma aus zusammengefügten Fleischstücken mit çemen-Rand

Die Speise ist vermutlich ein Erbe der nomadisierenden Turkvölker. Der heutige Name entstammt der türkischen Sprache. Ursprünglich hieß es bastırma et und bedeutet „gepresstes Fleisch“. Der Legende nach nutzten Turkreiter die Filetscheiben als stärkende und energiereiche Wegzehrung. Sie wurden unter den Satteltaschen platziert und trockengeritten.

## Varianten

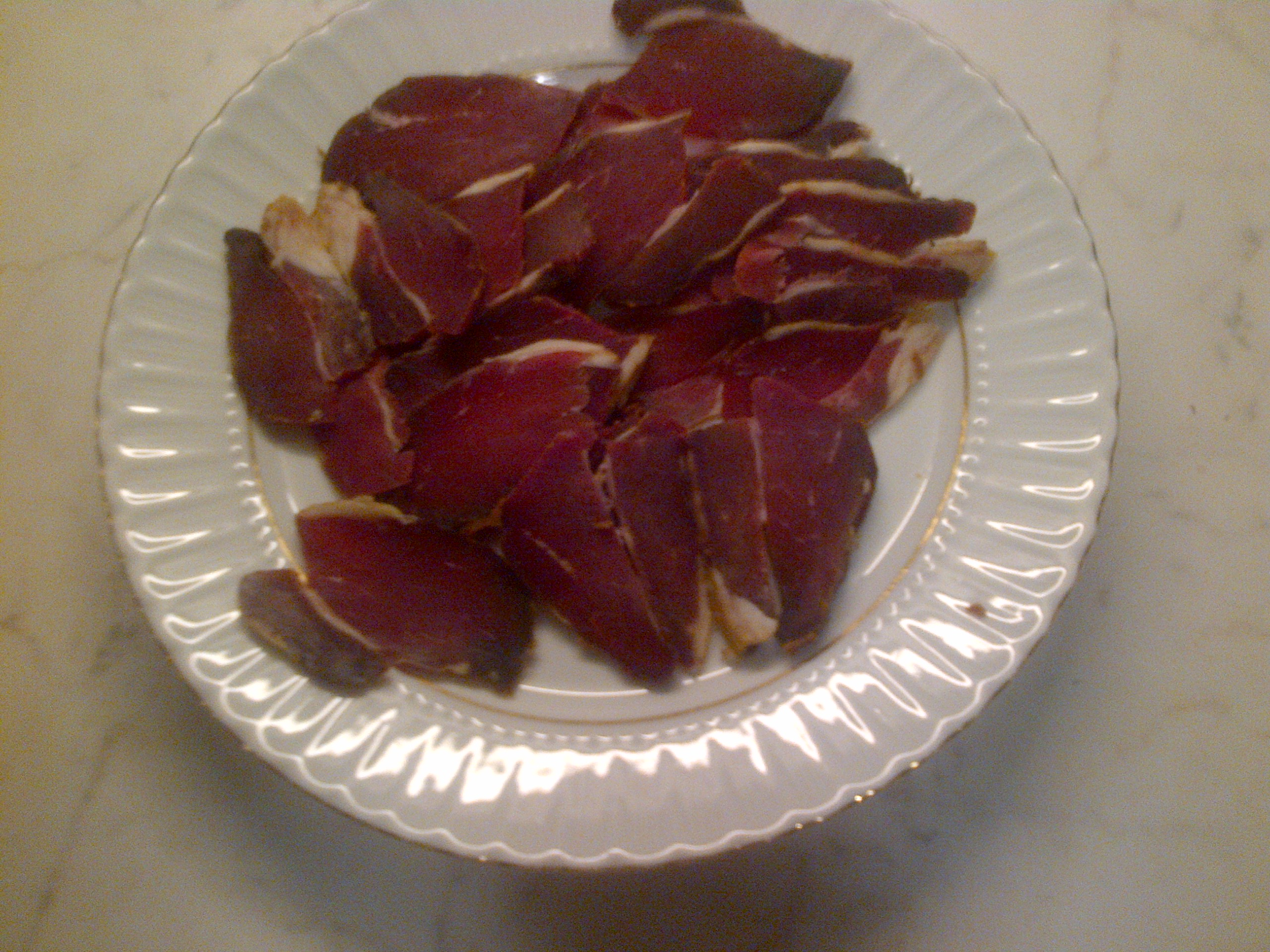
Pastırma aus Fleisch vom Rücken; eine besonders fettarme Variante aus der türkischen Stadt Kayseri.

- In der Türkei wird das Rinderfilet mit einer çemen oder chaman genannten Paste aus gemahlenem Kreuzkümmel, Bockshornklee, Knoblauch, Tomatenmark, Paprikapulver, Nelken, Salz und Zimt gewürzt. Auf dem Balkan wird dafür gelegentlich nur Salz verwendet. Beim Pressen erhält das Fleisch seine charakteristische, eckige Form. Es wird etwa 14 Tage luftgetrocknet und in dünne Scheiben geschnitten serviert.

- In Rumänien wird pastramă kalt gegessen. Es handelt sich dabei um gesalzenes und gekochtes Hammel- oder Schweinefleisch.

- In Bulgarien ist pastarma eine kalte Speise (кайзера, kaiser) und wird meist zum Bier nach dem Abendessen genossen.

- In Albanien, Bosnien und Herzegowina, Kroatien, Montenegro, Nordmazedonien und Serbien bestehen die lokalen Varianten pastërma oder pastrma vor allem aus luftgetrocknetem Rind- oder Schaffleisch. Es wird vorher stark mit Salz bestreut und einige Monate in einem dunklen und trockenen Raum aufgehängt. Wenn das Fleisch das Salz aufgesogen hat, ist es bereit für die weitere Zubereitung. Häufig wird es als Fleischbeilage in Bohnen- oder Sauerkrautsuppe gekocht oder als Meze kalt oder gegrillt serviert. Pastërma oder pastrma wird im Sommer zubereitet und im Winter konsumiert.

- In Georgien ist basturma gegrilltes Rind- oder Hammelfleisch, das warm als Hauptgang serviert wird. Es wird von einem flachen Spieß gegessen. Hammelfleisch wird zuvor in Würfel geschnitten und vier bis zwölf Stunden in einer Marinade aus Granatapfelsaft, Zwiebeln, Knoblauch, Olivenöl, schwarzem Pfeffer und Koriander eingelegt. Für gegrilltes Rinderfilet werden in Georgien zum Marinieren Zwiebeln, Weinessig, Salz und Pfeffer verwendet. Es liegt zwei bis drei Stunden in der Marinade.

- In Armenien besteht das basturma aus gepressten und luftgetrockneten Rindfleischstücken. Diese werden vor dem Trocknen gesalzen und mit verschiedenen scharfen Gewürzen überzogen.

- in Griechenland und Zypern ist die türkische oder armenische Variante üblich. Der pastourmás wird meistens in dünnen Scheiben kalt als Meze gereicht. Manchmal dient er auch als Grundlage für Omeletts und Spiegeleier oder als Füllung kleiner Blätterteigpasteten (oft mit Aubergine).